# DPANN
DPANN (Diapherotrites, Parvarchaeota, Aenigmarchaeota, Nanoarchaeota, Nanohaloarchaea) är ett överfylum av arkéer.